# Valeriano Pujol

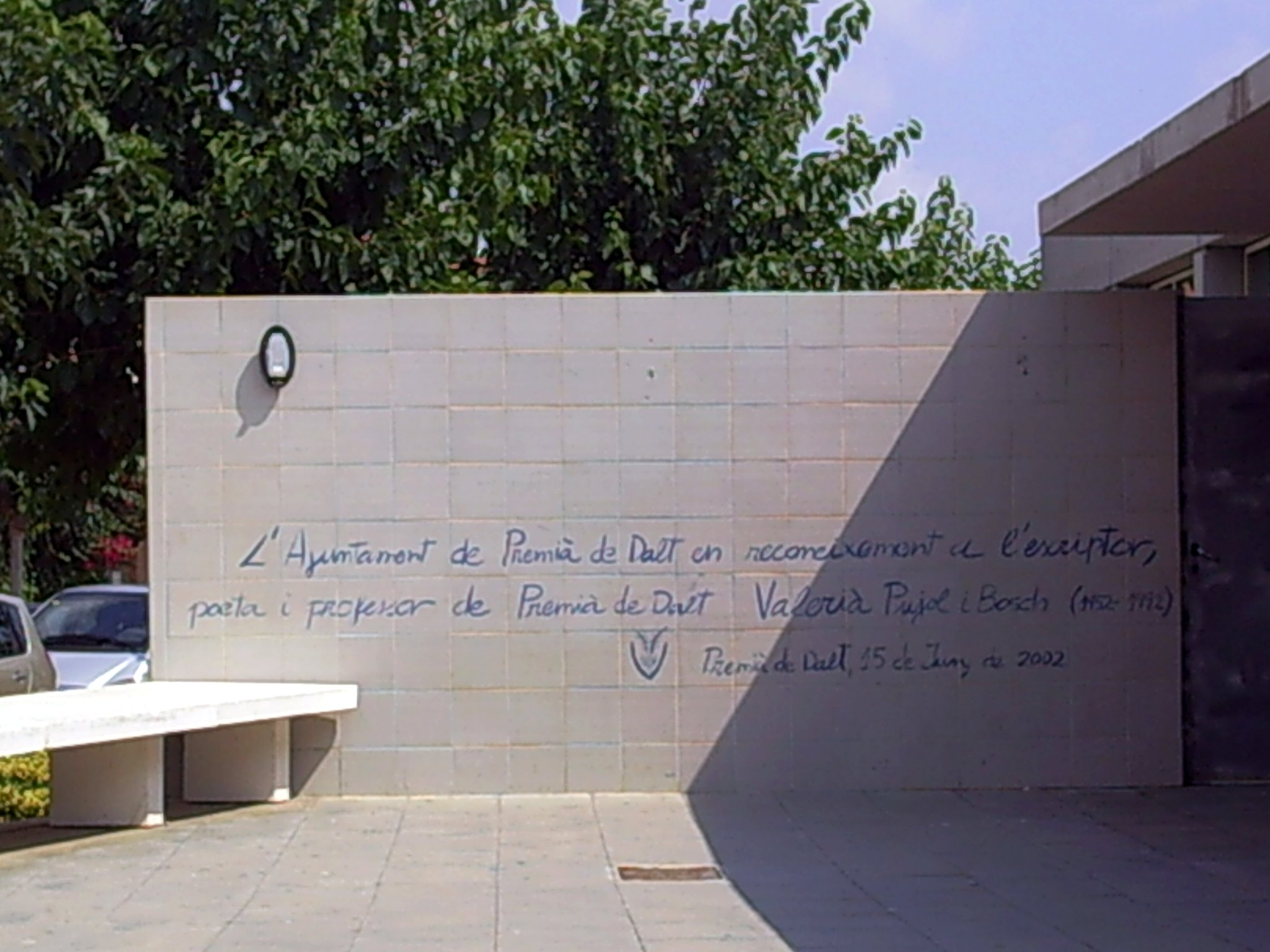
Mural en homenaje a Valerià Pujol i Bosch

Valerià Pujol Bosch [en catalán: Valerià Pujol i Bosch] (Premiá de Dalt, 1952 - 1992) fue un poeta, traductor y escritor de Cataluña, España, en lengua catalana.
Licenciado en Filología Románica, trabajó en la enseñanza secundaria. Colaboró con diarios y otras publicaciones, por ejemplo, Diario de Barcelona, Última Hora, Avui, El País o El Periódico de Catalunya. Se inició escribiendo poesía, fuertemente influido por el existencialismo. En narrativa, publicó cuentos eróticos, una narración titulada Terra de crims (Tierra de crímenes) (1987) y dos novelas. Ganó importantes premios literarios como el Carles Riba de poesía, el Documenta y el de la Crítica de narrativa catalana. Como traductor, destacó su versión de la Histoire de l'œil, de Georges Bataille.

## Obra

### Poesía
- El crit i la paraula (1973)
- Tricefàl·lia (1975) (con Salvador Solé y Joan Foni)
- Doble fons (1977)
- Destinatari d'albes (1980)
- Limito al nord només amb el teu sexe (1981)
- La trista veu d'Orfeu i el tornaveu de Tàntal, (1982)
- La xarxa del Númida (1986)
- Els breus estius (1989)

### Narrativa breve
- Mantis i altres transformacions (1983)
- Els conys saborosos (1986)
- Terra de crims (1987)

### Novela
- Interruptus (1981)
- Palmira (1991)

### Artículos
- "Gegenüber", publicado en la revista Cairell, núm. 6 (noviembre de 1980)

## Premios y honores
- 1981 Documenta por Interruptus
- 1982 De la Crítica por Interruptus
- 1983 Carles Riba por La trista veu d'Orfeu i el tornaveu de Tàntal
- El IES Valerià Pujol en Premiá de Dalt, lleva el nombre en su honor.